# Wish You Were Here (Marillion)
Wish You Were Here – czteropłytowy box DVD Marillion. Okładka i tytuł nawiązują do albumu Pink Floyd Wish You Were Here.

## Lista utworów

### DVD 1 - Popular Music
1. A Few Words for the Dead
2. Dry Land
3. When I Meet God
4. White Russian
5. Estonia
6. This Town / The Rakes Progress / 100 Nights
7. Sugar Mice
8. Berlin
9. Warm Wet Circles / That Time of the Night
10. Script for a Jester's Tear
11. This Strange Engine
12. The Space

### DVD 2 - Saturday Night "Bingo" Set
1. King of Sunset Town
2. Quartz
3. Separated Out
4. When I Meet God
5. Uninvited Guest
6. Warm Wet Circles / That Time of the Night
7. This is the 21st Century
8. This Town / The Rakes Progress / 100 Nights
9. Splintering Heart
10. Garden Party
11. Three Minute Boy / Hey Jude

#### Marillion Weekend 2002 - Sunday Afternoon Acoustic Set
1. Go!
2. Sympathy
3. Afraid of Sunrise
4. Cannibal Surf Babe
5. A Collection
6. The Space
7. Map of the World
8. Gazpacho

### DVD 3 - Plus Special Guests
Fragmenty występów zespołów Aziz, Cry No More, Gazpacho, Martin Grech, The Itch, Kid Galahad, John Otway, White Buffalo, Wishing Tree

### DVD 4 - Weekend Wonderland
1. Swap the Band: Featurette, Afraid of Sunlight, King
2. Band Interviews
3. Signing Sessions
4. Pre-show Excitement
5. Q&A Session 2002
6. Q&A Session 2003
7. Marillion Memories
8. Raw Meat (The Q Journalist is Interviewed)